# Oberthur Fiduciaire
 (mars 2021).
Si vous disposez d'ouvrages ou d'articles de référence ou si vous connaissez des sites web de qualité traitant du thème abordé ici, merci de compléter l'article en donnant les références utiles à sa vérifiabilité et en les liant à la section « Notes et références ».
Pour les articles homonymes, voir Oberthur et FCO.
Oberthur Fiduciaire, anciennement François-Charles Oberthur (FCO) est un groupe français spécialisé dans l'impression de documents sécurisés et de billets de banque. 
Il est créé en 1984 par Jean-Pierre Savare lorsqu'il rachète pour un franc symbolique l'activité fiduciaire de l'imprimerie Oberthur, fermée en 1983.

## Historique
L'origine de cette entreprise remonte à la fondation par François-Charles Oberthur  à Rennes, de l’imprimerie Oberthur. Ce n'est qu'en 1940 que cette imprimerie se lance dans l'impression de billet de banque, pour le compte de la Banque de France qui connaît alors des difficultés d’approvisionnement.
Après la faillite de l'imprimerie Oberthur en 1983, trois entreprises indépendantes sont fondées : Ouest Impression Oberthur, une imprimerie spécialisée dans la reliure ; les éditions Oberthur, spécialisée dans l’impression de calendriers et d’agendas et François-Charles Oberthur Fiduciaire (appelée FCOF), une imprimerie fiduciaire créée par Jean-Pierre Savare.
En 1986, est ouverte une filiale, FCO Lorraine, spécialisée dans l'impression de chéquier. L'année suivante, est créée FCO Card Systems, spécialisée dans les cartes magnétiques et de paiement. En 1990, ouverture de la filiale FCO Auvergne (FCOA) située à Puy-Guillaume, imprimant des chéquiers, les billets de la SNCF, des billets de compagnies aériennes et la totalité des tickets de la Française des Jeux. 
En 1993, FCO fait l'acquisition d’Axytrans, qui sera renommée ultérieurement Oberthur Cash Protection. En 1994, FCO fait l'acquisition de British American Banknotes (BABN), spécialisé dans les cartes à gratter.. L'usine FCO Auvergne est rattachée a cette nouvelle division  "loterie" . L'année suivante, Oberthur Smart Cards est fondée, devenue ensuite Oberthur Gaming Technologies. En 1999, FCO rachète à De La Rue sa filiale Card Systems, donnant naissance à la branche Oberthur Card Systems. 
En 2007, toutes les activités sont regroupées sous le nom d'Oberthur Technologies, ; la branche Oberthur Gaming Technologies est revendue. En 2008, FCO fait l'acquisition de XPondCard, spécialisée dans les cartes à puce. 
En 2011, après un rachat par achat à effet de levier en fin d'année, Advent International devient actionnaire majoritaire de la société Oberthur Technologies.
Séparée de cette dernière société, Oberthur Fiduciaire est fondée en 2014 et conserve son activité d'impression sécurisée.

## Structure de l'entreprise
En 2013, les principales filiales du groupe étaient : 
- François-Charles Oberthur Fiduciaire (FCOF), troisième imprimeur mondial de billets de banque et leader mondial des documents d'identification. FCOF fait partie des imprimeurs sélectionnés pour la production de l'euro et imprime la monnaie papier ou les documents d'identification de plus de 70 pays.
- FCO Chèques et Sécurité (FCOCS), imprimeur de chèques, de lettres-chèques et de titres de service.
- Oberthur Cash Protection (OCP), anciennement Axytrans, créateur de solutions intelligentes pour le transport de fonds.

Le groupe possède aussi 10 % du capital d'Oberthur Technologies.

## Gouvernance
Le groupe est actuellement dirigé par Thomas Savare, directeur général depuis 2014.